# Пироговка (Сумская область)
Пироговка (укр. Пирогівка) — село,
Богдановский сельский совет,
Шосткинский район,
Сумская область,
Украина.
Код КОАТУУ — 5925380404. Население по переписи 2001 года составляло 610 человек.

## Географическое положение
Село Пироговка расположено на левом берегу рек Десны и Шостки. На расстоянии 1,6 км по автодороге на юго-восток находится село Богдановка, на расстоянии 4,2 км по автодороге на юго-запад находится село Собич, на расстоянии 3,7 км на север расположено село Путивск, которое относится к Черниговской области.
Река в этом месте извилистая, образует лиманы, старицы и заболоченные озёра.
Через село проходит автомобильная дорога (Р-65) и железная дорога (остановочный пункт Пироговка).

## История
Вблизи села найдены два поселения эпохи неолита, IV—III тыс. до н. э.
По сведениям 1551 года, у нынешней Пироговки существовал перевоз через Десну, именовавшийся Путивльским. В перечне угодий Новгород-Северского монастыря перевоз упоминается дважды: как межа бортных угодий от Березовой Гряды до села Горбова и как межа рыбной ловли от села Красного, или же от Быстрого ровца, до Путивльского перевоза. Неопределенность данных царской грамоты о месте перевоза привело через 2 столетия к межевым спорам между Спасо-Преображенским монастырем и воронежским сотником Холодовичем, который в 1731 году получил от гетмана Даниила Апостола село Пироговку за верную службу. Монахи претендовали на пироговские леса и половину Пироговки, ссылаясь на монаршую грамоту, по которой перевоз был возле села Пироговка.
Первое свидетельство о Пироговке дает универсал нежинского полковника Григория Гуляницкого от 8 января 1657 года, по которому Успенская церковь Новгород-Северского получала Путивльский перевоз в Пироговке. 6 июля 1668 года наказной гетман Демьян Многогрешный своим универсалом подтвердил право Успенской церкви Пресвятой Богородицы Новгород-Северского на получение прибыли от перевоза через реку Десну.
По свидетельствам пироговских старожилов, зафиксированным в 1730 году, их село издавна принадлежало Новгород-Северской ратуше, то есть казацкой сотенной старшине. В польских документах на владение шляхтой селами Новгород-Северского округа, образованного в 1635 году село не упоминается, то есть оно возникло после казацкого восстания Хмельницкого. Безусловно, в 1657 году село уже существовало и принадлежало Новгород-Северской ратуше, так как давало немалую прибыль с переправы, да и само название села можно объяснить как поселение переговцев — перевозчиков.
Следующей вехой в истории села стало открытие железнодорожной станции. 24 мая 1891 года Комитет Министров Российской империи своим указом дал разрешение на строительство подъездного пути Московско-Киево-Воронежской железной дороги от станции Конотоп до станции Пироговка. И уже через 2 года в село прибыл первый паровоз. Дорога эта сначала была узкоколейной, но позже была перешита на стандартную колею 1520 мм.
После открытия железнодорожной станции в уездном городе Новгород-Северске в 1902 году, встал вопрос о необходимости соединения ширококолейного подъездного пути Полесских железных дорог с правой стороны реки Десны и такого же пути с левой стороны. Но только в 1916 году через реку Десна был построен железнодорожный мост общим протяжением 265 погонных саженей, по которому с 15 декабря того же года было открыто товарное движение поездов. К сожалению, этот мост просуществовал недолго. Уже в 1919 году 12 его опор были сожжены и арочная ферма длиной 35 погонных саженей опустилась одним концом в воду. В 1924 году ремонт моста был оценен в 480 000 рублей, что являлось огромными деньгами на то время.
И только в 1995 году мост был восстановлен как временный. Тогда же был построен 15-километровый участок железнодорожного пути и таким образом необходимость станции в Пироговке утратила смысл. С вводом в строй нового участка, на который было выделено 200 млрд карбованцев, станция, просуществовав 102 года, была закрыта. Её эстафету принял остановочный пункт с таким же названием.      

## События, связанные с историей села
- 11 февраля 1664 во время Русско-польской войны здесь состоялась Пироговская битва.
- В ноябре 1918 во время Гражданской войны здесь проходила 1 Украинская советская дивизия под командованием Николая Щорса.
- В октябре 1919 во время Гражданской войны здесь проходила 60-я стрелковая дивизия, которая наступая на Путивль очистила близлежащие районы от Белой армии Деникина.
- В сентябре 1943 во время Великой Отечественной войны здесь была вновь создана Днепровская военная флотилия.

| 1859 | 1885 | 1892 | 1897 | 1901 | 1924  | 1926  | 1989 | 2001 |
| ---- | ---- | ---- | ---- | ---- | ----- | ----- | ---- | ---- |
| 329  | 464  | 527  | 699  | 687  | 1 252 | 1 331 | 710  | 610  |

Национальный состав села по состоянию на 17 декабря 1926 года
 Украинцы (78,7 %) Евреи (10,4 %) Русские (7,8 %) Другие (3,1 %)
Национальный состав села по состоянию на 5 декабря 2001 года
 Украинцы (79,19 %) Русские (10,40 %) Цыгане (9,90 %) Белорусы (0,17 %) Другие (0,34 %)

## Известные люди
- Дыбо, Владимир Антонович — советский и российский лингвист, доктор филологических наук (1979), профессор (1992), академик РАН (2011).

## Достопримечательности
- Памятник воинам-односельчанам, погибших во время Великой Отечественной войны.
- Деревянная Покровская церковь, построенная в 1777 году.
- Колокольня Покровской церкви (кон. XVIII ст.), которая являет собою уникальное крестообразное деревянное сооружение.

## Экономика
- Мебельное предприятие

## Объекты социальной сферы
- Дом культуры.
- Фельдшерско-акушерский пункт.